# La Création des oiseaux
 (juin 2022).
Pour plus de détails, voir Fiche technique et Distribution.
La Création des oiseaux est un film d'animation québécois réalisé par Frédéric Back, sorti en 1972.

## Synopsis
Ce film raconte le cycle des saisons d'après une légende Micmac, avec une interprétation mythique de l'origine des oiseaux.

## Fiche technique
- Titre français : La Création des oiseaux
- Réalisation : Frédéric Back
- Scénario : Frédéric Back
- Pays d'origine : Canada
- Format : Couleurs - 35 mm
- Genre : animation, court métrage
- Durée : 11 minutes
- Date de sortie : 1972